# Antoine d'Estrées
Antoine IV d'Estrées, marchese de Ceuvres, visconte di Soissons e di Bercy (1529 – 11 maggio 1609), è stato un nobile e ufficiale francese.

## Biografia
Antoine era il figlio di Jean d'Estrées, conte di Orbec e signore di Ceuvres, e di sua moglie, Catherine de Bourbon-Vendôme-Ligny-sur-Canche, figlia di Jacques de Bourbon, figlio del conte Giovanni VIII di Borbone-Vendôme e della sua amante Philippote de Gournay.

## Carriera militare
Antoine d'Estrées servì tre re di Francia: Carlo IX, Enrico III ed Enrico IV. Iniziò la sua carriera come esattore delle tasse a Orbec.
Si distinse nella difesa di Metz contro Carlo V, nella battaglia di San Quintino, dove fu fatto prigioniero, e nella battaglia di Moncontour dove comandò l'artiglieria in assenza del padre.
Il 1 agosto 1569 sul campo di Beaulieu-lès-Loches, fu nominato comandante e capitano generale dell'artiglieria per servire durante la malattia del signore di Bourdaisière (Jean Babou che era succeduto a Jean d'Estrées, padre di Antoine).
Il 6 gennaio 1570 il duca di Alençon lo conferma nella carica di primo gentiluomo della sua camera. Il 9 gennaio 1570, il duca lo nominò governatore dei suoi possedimenti e ducati. Nello stesso anno prestò giuramento per entrare a far parte del consiglio privato a Gaillon.
Fu nominato capitano e governatore di Boulogne il 5 marzo 1576. Nel 1578 ricevette da Enrico III 50.000 sterline in considerazione dei suoi "grandi e lodevoli servizi". Nel 1585 venne nominato marchese de Coeuvres. 
Luogotenente generale di Piccardia nel 1586, fu Gran Maestro dell'Artiglieria di Francia, Governatore di Noyon il 19 agosto 1591, di La Fère, poi di Parigi e dell'Île-de-France (1593-1594). Si dimise nel 1599.

## Matrimonio
Sposò, il 14 febbraio 1559 a Chartres, Françoise Babou de La Bourdaisière (1537-1593), figlia di Jean Babou, signore di Bourdaisière, conte di Sagonne. Ebbero nove figli:
- Marie Catherine d'Estrées (1562-1565);
- Françoise d'Estrées (1564-1669), sposò Carlo, conte di Sanzay;
- Marguerite d'Estrées (1565-?), sposò Gabriel Bournel, barone de Mouchy;
- Diane d'Estrées (1556-1618), sposò Jean de Montluc de Balagny;
- Gabrielle d'Estrées (1573-1599), amante di Enrico IV;
- François-Annibal d'Estrées (1573-1670);
- François-Louis d'Estrées (1575-1594);
- Angélique d'Estrées (?-1634);
- Julienne-Hypolite-Joséphine d'Estrées (1575-1657), sposò Georges de Brancas;